# Animisme (religie)

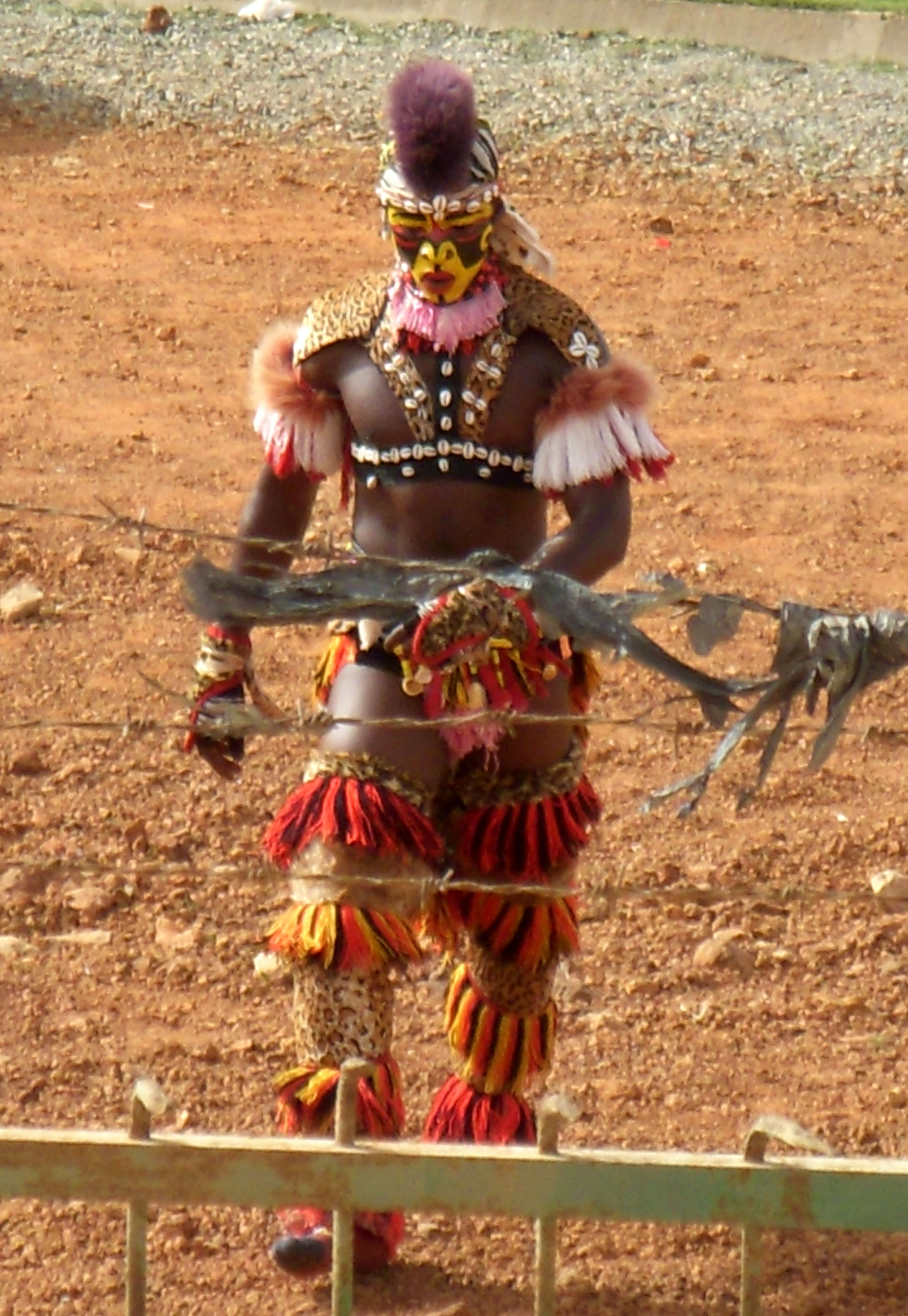
Senegalese maraboet

Animisme (Latijn anima = 'geest', 'ziel') is het filosofisch, religieus of spiritueel concept waarbij zielen of geesten niet alleen bestaan in mensen en dieren, maar ook in planten, stenen of natuurlijke fenomenen zoals donder en geografische zoals bergen en rivieren. Animisme wijst verder ook bezieling toe aan abstracte concepten zoals woorden, eigennamen of metaforen uit de mythologie. Religies waarin animisme voorkomt behoren meestal tot volksgeloof of etnische religies zoals sjamanisme, shinto of bepaalde stromingen binnen het hindoeïsme. Edward Burnett Tylor was de eerste die in zijn werk "Primitive Culture" (1871) een volledig overzicht gaf van animistisch geloof en hierdoor de term animisme in zijn huidige betekenis bepaalde.

## Animisme in de filosofie
In de filosofie is deze wijze van beschouwing bekend als hylozoïsme. In de loop van de Europese geschiedenis hebben filosofen zoals Plato, Aristoteles en Thomas van Aquino de mogelijkheid overwogen van het bestaan van een ziel bij mensen, dieren en planten.

## Animisme en religie

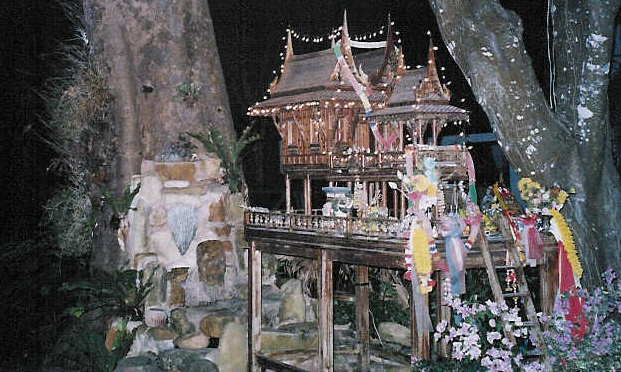
Offers bij een geestenhuis in Thailand

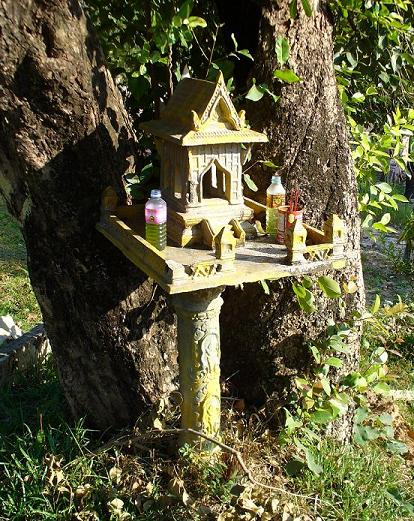
Offers bij een geestenhuis in Cambodja

Animisme is eigenlijk geen religie op zichzelf, maar is een kenmerk van veel religies ter wereld, zoals het sjamanisme, maar ook van polytheïstische en monotheïstische godsdiensten.
Animisme is, gezien vanuit het perspectief van monotheïstische godsdiensten zoals het christendom, een natuurlijke of natuurgodsdienst waarbij geesten- en voorouderverering het belangrijkst zijn. Een animist gelooft in het bestaan van goede en kwade geesten, die kunnen huizen in onder meer bomen, dieren en gebruiksvoorwerpen. De geesten moeten goed gestemd worden door ze offers te brengen, het houden van rituelen, rituele dansen en het houden van taboeregels. Animisme doordrenkt het hele leven van de aanhangers ervan.
Animistisch geloof speelt een belangrijke rol in de verklaring van het ontstaan van religies. Sommige cognitief- en evolutionair-psychologen hebben een theorie ontwikkeld die inhoudt dat bijvoorbeeld donder en bliksem als een manifestatie van een boze geest 'minimaal contra-intuïtief' is, omdat het intuïtieve aannames vervult, terwijl het sommige van die aannames in geringe mate geweld aandoet. Omdat dergelijke opvattingen sterk de aandacht trekken, bieden ze veel geloofsovertuigingen een basis, en zijn ze bovendien potentieel nuttige evolutionaire aanpassingen.

## Verspreiding van het animisme
Het komt in vrijwel de hele wereld in vele variaties voor, hoewel het minst daar waar monotheïstische godsdiensten zoals het christendom domineren, zoals in Europa en Noord-Amerika. De autochtone bevolking van Noord-Amerika, de inheemse Amerikanen (indianen), heeft wel een overwegend animistische religie. Soms komen tegenwoordig ook mengvormen voor van sjamanisme en New Age-achtige stromingen. De animistische variant in moslimgebieden is vaak een vermenging met gebruiken uit de islam en wordt daarom ook wel volksislam genoemd.
Significante aantallen animisten worden tegenwoordig aangetroffen in landen als Zambia, Zuid-Soedan, de Democratische Republiek Congo, Bangladesh, India, Nepal, Gabon, Guinee-Bissau, Indonesië, Japan, Laos, Myanmar, Papoea-Nieuw-Guinea, Peru, de Filipijnen, Canada, Rusland, Zweden, Thailand, Timor Leste, de Verenigde Staten, Mexico, Suriname en Tanzania.

## Hedendaagse voorbeelden
- Tientallen Indonesiërs hebben sinds 9 september 2006 een bedevaart gemaakt naar het dorp Kampung Paya in het noorden van Indonesië, waar een betelpalm zich zou hebben getooid met een menselijk gelaat. Kranten hebben foto’s gepubliceerd waarop een gezicht op een blad op de zeven meter hoge palmboom te zien zou zijn. Het fenomeen, dat het traditioneel sterke animisme in de omgeving voedt, doet de dorpelingen spreken van een geestenboom.
- De marapu-religie op het Indonesische eiland Soemba wordt gerekend tot de animistische religies.

## Zie ook

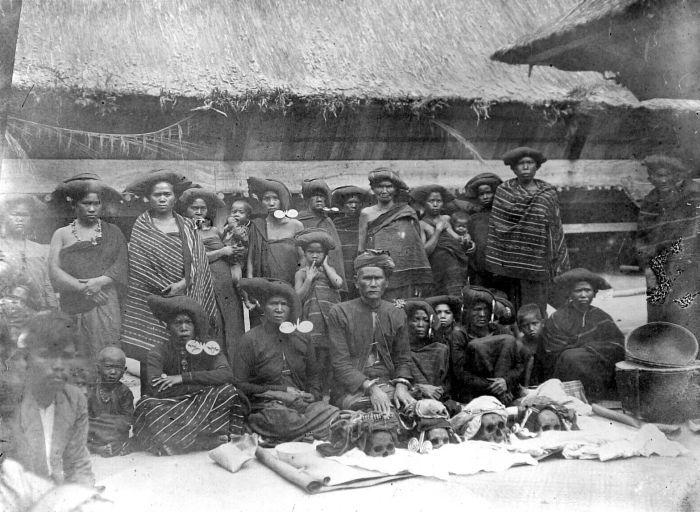
Een Karo-Batakse man met zijn familie en voor hen de schedels van de voorouders. Aan het begin van de 19e eeuw hadden Islam en Christendom nog niet veel vat op de Batak gekregen. In hun kosmologie, die net als bij veel andere 'heidense volkeren' in de Archipel, een sterke 'animistische' inslag had, speelden de voorouders een grote rol. De rituelen rond de doden waren bedoeld om hen tevreden te houden en te zorgen dat ze in het hiernamaals een hoge rang kregen, 1918, Tropenmuseum